# Wanna Be Startin' Somethin'
Wanna Be Startin' Somethin' è un brano del cantante statunitense Michael Jackson pubblicato l'8 maggio 1983 come quarto singolo dall'album Thriller (1982).
Fu composta e scritta dallo stesso Jackson e prodotta da Quincy Jones e fu uno dei sette singoli estratti da Thriller ad entrare nei primi dieci posti della classifica generale di Billboard, raggiungendo la quinta posizione e guadagnando un Disco di platino dalla RIAA per vendite di oltre un milione di esemplari negli Stati Uniti.
Grazie alle recensioni positive e al successo commerciale che la canzone riscosse all'inizio degli anni Ottanta, essa ricevette una nomination ai Grammy Awards del 1984 come "Miglior canzone rhythm and blues"; tuttavia, il premio fu assegnato a Billie Jean, altro singolo del cantante estratto da Thriller.

## Descrizione

### Composizione
La canzone fu scritta e composta da Jackson con la collaborazione artistica di Quincy Jones e fu originariamente registrata nel 1978 per essere inclusa nell'album Off the Wall, ma venne scartata e il cantante finì per inciderla solo nell'autunno del 1982 negli studi di Los Angeles per l'album successivo.
Il brano è caratterizzato da un ritmo funky afrocaraibico accompagnato da trombe, sintetizzatori, battiti di mani, percussioni e chitarre elettriche in stile disco music, facendo un leggero cenno al materiale dominante nell'album precedente del cantante.
I vari strumenti a fiato furono arrangiati da Jackson stesso e Jerry Hay, veterano trombettista, la chitarra suonata da David Williams, mentre le percussioni furono arrangiate da Paulinho Da Costa.
L'argomento trattato è quello dei mass media e della stampa, dei pettegolezzi e della tendenza delle persone a originare discussioni o problemi per nessuna ragione, che provocano nell'autore sentimenti di disagio e ansia.
L'estensione vocale del cantante viene sfruttata quasi interamente per quasi tutta la durata del pezzo, eseguito in chiave di Mi maggiore. Durante la parte strumentale procede con un andamento di 112 battiti al minuto.
Degna di accenno è la coda del brano, caratterizzata dal famoso hook "Mama-say mama-sah ma-ma-coo-sah", interpolato da Soul Makossa, brano del sassofonista camerunese Manu Dibango del 1972.

## Promozione

### Esecuzioni dal vivo

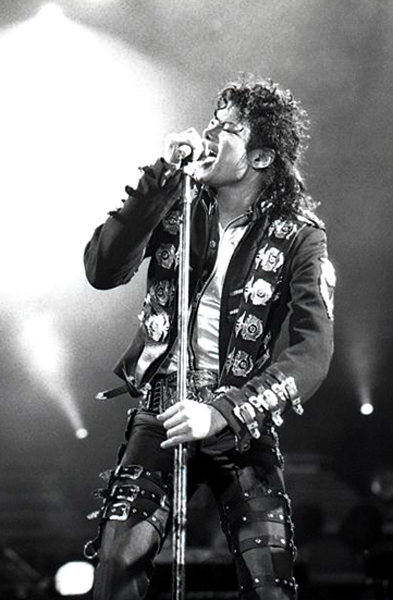
Michael Jackson si esibisce in Wanna Be Startin' Somethin durante il Bad World Tour a Vienna, il 2 giugno 1988.

Jackson interpretò Wanna Be Startin' Somethin' come primo o secondo brano nella scaletta di tutte le sue tournée a venire, ovvero: come canzone d'apertura al Victory Tour del 1984; come canzone di apertura nel Bad World Tour 1987-89; come seconda in scaletta, subito dopo Jam, nel Dangerous World Tour 1992-93 (incluso al Royal Concert in Brunei del 1996) e sempre come seconda in scaletta, dopo il medley di Scream-They Don't Care About Us-In The Closet, nell'HIStory World Tour 1996-97. Fu anche interpretata in tributo a Jackson da Whitney Houston, Usher e Mýa in apertura dei concerti 30th Anniversary Celebration, concerti per celebrare i 30 anni di carriera solista di Jackson tenutisi al Madison Square Garden di New York il 7 e il 10 settembre 2001. Il cantante la provò anche in preparazione del suo residency show This Is It del 2009, che alla fine non ebbe mai luogo a causa della sua improvvisa morte. Le immagini delle prove della canzone vennero inserite in apertura del documentario/film concerto Michael Jackson's This Is It dello stesso anno.

### Videoclip
A differenza di altri singoli dell'album più famosi, questo brano non possiede un vero e proprio videoclip ufficiale, ma nella pagina ufficiale del cantante su YouTube è reperibile un video della sua esecuzione live nella fase d'apertura del Bad World Tour durante la tappa londinese allo stadio di Wembley del 16 luglio 1988, caricato per promuovere il DVD ufficiale del concerto e il cofanetto Bad 25. Questo filmato, nonostante non si tratti del vero e proprio video ufficiale della canzone, ha ottenuto la certificazione Vevo da YouTube.
Il 21 novembre 2022, in vista della promozione per i festeggiamenti dei 40 anni dell'album originale, culminati con la pubblicazione dell'album Thriller 40, la società che gestisce l'eredità del cantante e la Sony Music hanno pubblicato su YouTube un lyric video animato ufficiale per Wanna Be Startin' Somethin'.

## Accoglienza
Il brano ricevette nel complesso recensioni positive dalla maggior parte dei critici di musica contemporanea. Christopher Connelly della rivista musicale Rolling Stone descrisse la canzone come la traccia «più combattiva e iperattiva» e in stile disco dell'album, lodando particolarmente le sonorità e il ritmo, che mostrano la parte più energica di Jackson, aggiungendo che il cantante aveva la capacità di rendere un pezzo, apparentemente grezzo nel testo, un vero e proprio capolavoro ma aggiungendo anche che «le emozioni sono così crude che la canzone va quasi fuori controllo».
Stephen Thomas Erlewine di AllMusic ebbe pareri contrastanti riguardo la canzone, definendola «delirante» ma allo stesso tempo «una delle due migliori canzoni dell'album» insieme a Billie Jean: la descrisse anche come un indispensabile «tocco di freschezza funk al disco», ma anche come «la traccia più claustrofobica e spaventosa che Jackson abbia mai registrato».
Un critico di Newsweek ne parlò nel 1983 come di «un tumulto carnevalesco di percussioni, sei minuti di frenesia musicale».
Nella sua retrospettiva per i 25 anni dell'album, il critico Joseph Vogel la descrisse così: «Non era disco. Non era funk. Non era R&B. Non era new wave. Era qualcosa di nuovo: una canzone che conteneva i ceppi di ciascuno di questi stili e altro ancora; una canzone così selvaggia ed energica [...] imprevedibilmente culminante in un trionfante canto swahili. Questo era il suono di una nuova rinascita pop. Non aveva confini. Era un carnevale sonoro, che catturava perfettamente la diversità, la fusione e la velocità di una nuova era».

## Ripubblicazioni
Nel tempo la canzone divenne una delle più celebri di Jackson venendo pertanto inclusa in numerose raccolte, cofanetti e ristampe del cantante: nel 1995 nel primo dei due dischi della raccolta HIStory; nel 2003 nel greatest hits The Essential Michael Jackson; nel 2004 nel cofanetto Michael Jackson: The Ultimate Collection; nel 2008 fu inclusa sia nell'edizione del 25º anniversario di Thriller, Thriller 25, anche in un inedito duetto con Akon, che in varie versioni del greatest hits King of Pop; nel 2009 fu inserita nella colonna sonora del documentario This Is It; nel 2011 apparve in versione remixata nell'album postumo Immortal, colonna sonora dello spettacolo del Cirque du Soleil Michael Jackson: The Immortal World Tour.

## Accusa di plagio
Nel 2007 la cantante barbadoriana Rihanna ha pubblicato il singolo Don't Stop the Music, contenente un campionamento del famoso hook "Mama-say mama-sah ma-ma-coo-sah". In seguito a ciò, nel febbraio 2009 sia Michael Jackson che Rihanna vennero citati in giudizio dal già citato Manu Dibango, il quale sosteneva che entrambe le canzoni fossero plagi del suo brano Soul Makossa: già in precedenza Jackson aveva ammesso di aver plagiato la frase e aveva deciso di risolvere la questione con Dibango fuori dal tribunale, tuttavia quest'ultimo dichiarò che Jackson aveva autorizzato Rihanna a campionare la frase senza consultarsi con lui. Le rispettive etichette discografiche dovettero versare 500.000 dollari di danni.

## Tracce
Vinile 7" Stati Uniti
Testi e musiche di Michael Jackson.
1. Wanna Be Startin' Somethin' (Edit) – 4:19
2. Wanna Be Startin' Somethin' (Instrumental) – 4:19

Vinile 7" Regno Unito
1. Wanna Be Startin' Somethin' (Edit) – 4:19 (Michael Jackson)
2. Rock with You (Live with The Jacksons) – 3:58 (Rod Temperton) – versione dal vivo dall'album The Jacksons Live!

Vinile 12" Stati Uniti
Testi e musiche di Michael Jackson.
1. Wanna Be Startin' Somethin' (12" Edit) – 6:31
2. Wanna Be Startin' Somethin' (12" Instrumental) – 6:31

Vinile 12" Europa
1. Wanna Be Startin' Somethin' (12" Edit) – 6:31 (Michael Jackson)
2. Wanna Be Startin' Somethin' (12" Instrumental) – 6:31 (Michael Jackson)
3. Rock with You (Live with The Jacksons) – 3:58 (Rod Temperton) – versione dal vivo dall'album The Jacksons Live!

### Versioni ufficiali
1. Wanna Be Startin' Somethin' (Album Version) – 6:03
2. Wanna Be Startin' Somethin' (7" Edit) – 4:19 – talvolta chiamata "7" Mix", "7" Version", "Single Version" o "Single Edit"
3. Wanna Be Startin' Somethin' (Instrumental) – 4:19
4. Wanna Be Startin' Somethin' (12" Edit) – 6:31 – talvolta chiamata "12" Mix", "12" Version" o "Extended Version"
5. Wanna Be Startin' Somethin' (12" Instrumental) – 6:31
6. Wanna Be Startin' Somethin' (Brothers in Rhythm House Mix) – 7:40
7. Wanna Be Startin' Somethin' (Tommy D's Main Mix) – 7:35
8. Wanna Be Startin' Somethin' 2008 – 3:45 – con Akon
9. Wanna Be Startin' Somethin' (Immortal Version) – 3:08

## Successo commerciale
Wanna Be Startin' Somethin' riscosse un buon successo nelle classifiche di tutto il mondo. Riuscì ad entrare nella classifica generale di Billboard alla posizione numero nove il 2 luglio 1983 salendo la settimana successiva alla quinta: divenne così il quarto singolo consecutivo di Thriller ad entrare nei primi dieci posti di Billboard. In Regno Unito debuttò alla 38ª posizione e la settimana successiva raggiunse il picco massimo con l'ottavo posto, rimanendo in classifica per nove settimane consecutive nel 1983. In Nuova Zelanda entrò in classifica al 47º posto salendo in media di nove posizioni ogni giorno: rimase per tre settimane nei 50 primi posti a partire dal 24 luglio 1983.
Il pezzo ritrovò il successo di inizio anni Ottanta nel 2008, quando venne pubblicato Thriller 25, che incrementò ulteriormente la sua popolarità: fece il suo ingresso nelle classifiche italiane il 21 febbraio rimanendo per una settimana alla 14ª posizione; migliore fu il successo in altri paesi europei, come in Danimarca, stazionando alla 22ª posizione per tre settimane; in Svizzera rientrò per sei settimane non consecutive alla 30ª posizione. Dopo la morte di Michael Jackson nel giugno 2009 il singolo tornò ancora alla ribalta facendo un nuovo ingresso nelle classifiche britanniche, svizzere e italiane. Nel 2018 fu certificato Disco di platino dalla RIAA.

## Classifiche
| Classifica (1983)                      | Massima posizione |
| -------------------------------------- | ----------------- |
| Australia                              | 25                |
| Belgio                                 | 3                 |
| Canada                                 | 1                 |
| Germania                               | 16                |
| Irlanda                                | 5                 |
| Paesi Bassi                            | 1                 |
| Regno Unito                            | 8                 |
| Classifica generale di Billboard (USA) | 5                 |
| Hot R&B/Hip-Hop Songs Billboard (USA)  | 5                 |

## Crediti
- Scritta, arrangiata e composta da: Michael Jackson
- Prodotta da: Quincy Jones e Michael Jackson
- Arrangiamenti vocali di: Michael Jackson
- Arrangiamenti ritmici di: Michael Jackson e Quincy Jones
- Cantata da: Michael Jackson
- Cori di: Michael Jackson, Julia Waters, Maxine Waters, Oren Waters, James Ingram, Bunny Hull, e Becky Lopez
- Piano "Rhodes" e sintetizzatori di: Greg Phillinganes
- Sintetizzatori di: Michael Boddicker e Bill Wolfer
- Chitarra di: David Williams
- Basso di: Louis Johnson
- Percussioni di: Paulinho da Costa
- Fiati di: Jerry Hey e Gary Grant
- Sassofono e flauti di: Larry Williams
- Trombone di: Bill Reichenbach
- Strumento-compensato: Michael Jackson, Nelson Hayes e Steven Ray

## Wanna Be Startin' Somethin' 2008

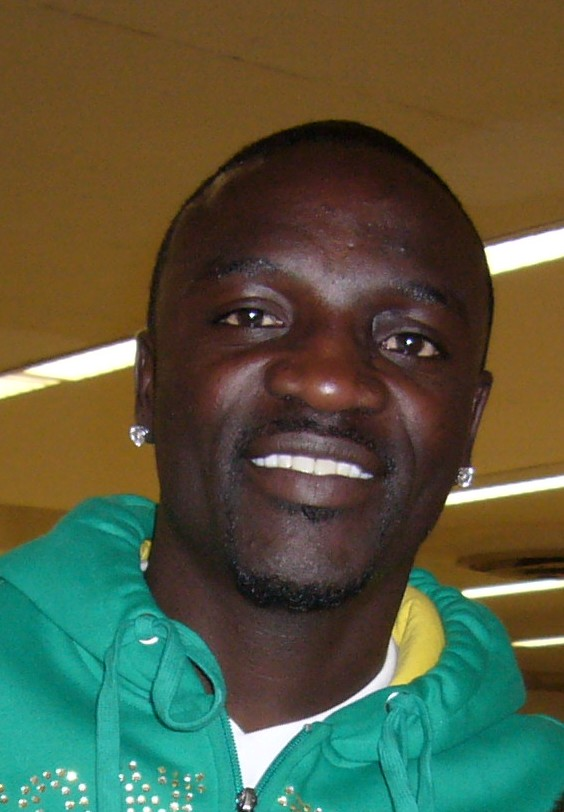
Il cantante Akon a Londra nel 2008.

Nel 2008, in occasione del venticinquesimo anniversario dell'album Thriller uscì una raccolta commemorativa di Jackson, Thriller 25, che contiene una versione di Wanna Be Startin' Somethin' realizzata con la collaborazione di Akon. Il brano fu remixato e aggiornato da Akon stesso, che inoltre cantò la parte principale del pezzo, mentre Michael Jackson ne interpretò solo una strofa, i cori e le parti in sottofondo.

### Classifica 2008
| Classifica (2008)                      | Massima posizione |
| -------------------------------------- | ----------------- |
| Australia                              | 8                 |
| Brasile                                | 35                |
| Canada                                 | 33                |
| Repubblica Ceca                        | 63                |
| Lussemburgo                            | 23                |
| Repubblica di Macedonia                | 10                |
| Nuova Zelanda                          | 4                 |
| Svezia                                 | 3                 |
| Svizzera                               | 47                |
| Regno Unito                            | 81                |
| Classifica generale di Billboard (USA) | 81                |
| Classifica pop di Billboard (USA)      | 48                |